# McCutchenville
McCutchenville – jednostka osadnicza w Stanach Zjednoczonych, w stanie Ohio, w hrabstwie Wyandot.